# Langlingen
Langlingen – miejscowość i gmina w Niemczech, w kraju związkowym Dolna Saksonia, w powiecie Celle, wchodzi w skład gminy zbiorowej Flotwedel.

## Współpraca
Miejscowość partnerska:
- Czarne, Polska